# Кашинцев, Игорь Константинович
И́горь Константи́нович Ка́шинцев (17 июня 1932, Москва, РСФСР, СССР — 11 декабря 2015, Москва, Россия) — советский и российский актёр театра и кино, Народный артист Российской Федерации (2003).

## Биография
Игорь Кашинцев родился 17 июня 1932 года в Москве. В 1955 году окончил Школу-студию МХАТ. Сменил в творческой биографии многие коллективы (ЦТСА, театр Группы советских войск в Германии (1961—1965), Новый драматический театр, Театр на Малой Бронной, театр Анны Макагон «У камина», МХАТ им. А. П. Чехова, Московский театр сатиры). С 1993 года в труппе театра имени Маяковского.
В кино начал сниматься с 1963 года. Его дебют — Иван в фильме «Герр Иван» (ГДР). В советском кино дебютом Кашинцева стала эпизодическая роль в фильме «Июльский дождь». Снялся более чем в 120 фильмах. Мастер эпизода, запомнился зрителям по ярким характерным ролям второго плана: мошенников, бюрократов, авантюристов. Снимался в журнале «Фитиль».
Известен как эстрадный исполнитель чтением произведений Чехова, Аверченко, Зощенко. В качестве чтеца выступал в Московской государственной филармонии.
Автор стихов к песне «Россия». Предложил творческое сотрудничество певице, солистке московской Эстрады Галине Конышевой, которая написала в 1996 году музыку к стихотворению «Россия» и исполняла песню на многих площадках Москвы, в городе Полярном, Новороссийск, Пинск. Песня «Россия» на стихи Игоря Кашинцева пользовалась огромной популярностью у зрителей.
Скончался 11 декабря 2015 года в Москве на 84-м году жизни. Причиной смерти стало хроническое заболевание. Похоронен на Головинском кладбище (участок № 7).

## Признание и награды
- Заслуженный артист РСФСР (1981)
- Народный артист Российской Федерации (2003)
- Орден Дружбы (2008)[7]

## Театральные работы

### Центральный театр Советской Армии
1. «Метелица» В. Пановой — Коэли
2. «Замужняя невеста» — Любим
3. «Холостяк» бр. Тур — барон фон Фонг
4. «Обрыв» И. Гончарова — Викентьев
5. «Барабанщица» А. Салынского — Фёдор

### Театр ГСВГ
1. «Украли консула» Г. Мдивани — консул
2. «Поздняя любовь» А. Островского — Дормидонт
3. «Красные тюльпаны» Б. Васильева — Стенли, разведчик

### Московский драматический театр на Малой Бронной
1. «Визит дамы» Ф. Дюрренматта — Бургомистр
2. «За час до рассвета» А. Галича — Стефан
3. «Дон Жуан» Мольера — Сганарель

### Московский Новый драматический театр
1. «Горсть песка» — Малёк
2. «Старый дом» А. Казанцева — Рязаев
3. «Бешеные деньги» А. Островского — Кучумов
4. «Не гаси огонь, Прометей!» М. Карима — Зевс
5. «Беспокойный юбиляр» В. Раздольского — Дядюшка
6. «Последняя ночь» — директор
7. «Разлом» Б. Лавренева — Берсеньев
8. «Притворщики» Э. Брагинского и Э. Рязанова — Усачев

### Московский театр сатиры
1. «Повесть о черноморце» — князь
2. «Бешеные деньги» А. Островского — Кучумов
3. «Уважаемые граждане» М. Зощенко
4. «Дюжина ножей в спину революции»

### Московский академический театр имени Владимира Маяковского
1. «Любовь студента» Л. Андреева — Эдуард фон Ранкен
2. «В баре токийского отеля» Т. Уильямса — Леонард
3. «Кин IV» Г. Горина — Соломон
4. «Плоды просвещения» Л. Толстого — Сахатов
5. «Карамазовы» Ф. Достоевского — прокурор
6. «Кукольный дом» Г. Ибсена — доктор Ранк
7. «Горбун» С. Мрожека — незнакомец
8. «Ревизор» Н. Гоголя — Земляника
9. «Как поссорились…» Н. Гоголя — Иван Никифорович
10. «Чудаки» М. Горького — Вукол Потехин
11. «Господин Пунтила и его слуга Матти» Б. Брехта — Адвокат
12. «Таланты и поклонники» А. Островского — Мигаев, антепренер
13. «Устрицы» А. Чехова, А. Аверченко (моноспектакль)
14. «Мертвые души» Н. Гоголя — Собакевич
15. «Женитьба» Н. Гоголя — Яичница / экзекутор

## Фильмография
1. 1966 — Июльский дождь — эпизод
2. 1966 — Крылья — Андрей, гость Тани и Игоря (нет в титрах)
3. 1967 — Весна на Одере — немецкий офицер
4. 1968 — Золотой телёнок — Бомзе, служащий (нет в титрах)
5. 1968 — Солдат и царица (короткометражный) — вельможа
6. 1969 — Я его невеста — капитан Пивоваров, следователь
7. 1970 — Карусель — писатель (в титрах — Кашенцев)
8. 1970 — Сердце России — Павел Штернберг, профессор астрономии, чрезвычайный комиссар ВРК
9. 1971 — Следствие ведут знатоки. Ваше подлинное имя — врач
10. 1972 — Инженер Прончатов — Глеб Алексеевич Поляков
11. 1972 — Перевод с английского — Николай Николаевич, учитель
12. 1972 — Самый последний день — Гриша, сосед
13. 1973 — Облака — Игорь Константинович, начальник городского пункта кинопроката
14. 1973 — Чёрный принц — Павел Миронович Шалыгин по кличке «Жаба»
15. 1973 — Эта весёлая планета — «Пират», инженер с кафедры
16. 1974 — Осень — «интеллигент» в кожанке, посетитель пивбара
17. 1974 — Сергеев ищет Сергеева — начальник отдела кадров
18. 1974 — Таня — институтский приятель Германа
19. 1974 — Скворец и Лира (Мосфильм, Filmové studio Barrandov, DEFA) — эпизод (нет в титрах)
20. 1975 — Бегство мистера Мак-Кинли — Паркинс
21. 1975 — Доверие / Luottamus — Пуришкевич
22. 1975 — Мой дом — театр — Александр Михайлович Гедеонов, директор императорских театров
23. 1976 — Жизнь и смерть Фердинанда Люса — Герберт Ленц, редактор газеты «Абэн курир»
24. 1976 — Приключения Нуки — Николай Николаевич, артист
25. 1976 — Стажёр — знаток антиквариата
26. 1977 — В ночь на новолуние — полковник, начальник контрразведки
27. 1977 — Диалог
28. 1977 — Личное счастье — артист театра (нет в титрах)
29. 1978 — Голубка — Николай Николаевич
30. 1978 — Особых примет нет / Znaków szczególnych brak (СССР, Польша) — Штайнер, австрийский генерал
31. 1979 — Несколько дней из жизни И. И. Обломова — провожающий Андрея Штольца в Москву
32. 1979 — Пираты XX века — наркоторговец
33. 1980 — Крах операции «Террор» / Krach operacji Terror — Чёрный, эсер
34. 1980 — Полёт с космонавтом — Илларион Степанович, представитель стройтреста
35. 1980 — Эскадрон гусар летучих — Храповицкий, предводитель местного дворянства
36. 1981 — Брелок с секретом — Михаил Михайлович, ревизор
37. 1981 — Командировка в санаторий — заместитель директора
38. 1981 — От зимы до зимы — Валентин, друг Поспелова
39. 1982 — Апейка —
40. 1982 — Берегите мужчин! — Денис Архипович Карпов
41. 1982 — Василий Буслаев — придворный
42. 1982 — Нас венчали не в церкви — отец Михаил
43. 1982 — Рысь выходит на тропу — очень важный пассажир вертолёта
44. 1983 — Взятка. Из блокнота журналиста В. Цветкова — Борис Борисович, главный редактор
45. 1983 — Последний довод королей — Фред Прентис, сенатор
46. 1984 — Время отдыха с субботы до понедельника — массовик-затейник
47. 1984 — Меньший из братьев — Геннадий Иванович, сотрудник университета (роль озвучена другим артистом)
48. 1984 — Мёртвые души — Иван Лукич, инспектор врачебной управы
49. 1984 — Потерялся слон — Гаврилов, директор цирка
50. 1984 — Тихие воды глубоки
51. 1985 — Битва за Москву — Александр Поскрёбышев, секретарь Сталина
52. 1985 — Законный брак — актёр
53. 1985 — Город над головой — эпизод
54. 1985 — Иван Бабушкин — Иркутский губернатор
55. 1985 — Любимец публики — шпрехшталмейстер / доктор мальчика Трилли
56. 1985 — Начни сначала — телережиссёр
57. 1985 — Русь изначальная — Кирилл
58. 1985 — Тайная прогулка — немец (нет в титрах)
59. 1986 — Вера — Порфирий Нифонтович, трактирщик
60. 1986 — Путь к себе — Геннадий Иванович, спортивный чиновник
61. 1986 — Певучая Россия — эпизод
62. 1986 — Скакал казак через долину — продавец автозапчастей
63. 1987 — В дебрях, где реки бегут… — полковник Тэвиш
64. 1987 — Покушение (короткометражный) — врач
65. 1987 — Поражение — Николай Николаевич Денисов (в титрах — Игорь Кашенцев)
66. 1987 — Пощёчина, которой не было — отец Цимбалея
67. 1987 — Спасите наши души — воспитатель «Хронометр»
68. 1989 — Визит дамы — бургомистр Гюллена
69. 1989 — Чаша терпения — главный врач в психиатрической больнице
70. 1990 — Взбесившийся автобус — генерал-майор
71. 1990 — Десять лет без права переписки — Степан Никифорович Завьялов, «стукач»
72. 1990 — Дураки умирают по пятницам — Боренька толстый, «Бобочка»
73. 1990 — Самоубийца — отец Елпидий
74. 1991 — Агенты КГБ тоже влюбляются — генерал Пётр Петрович
75. 1991 — Детство Тёмы — директор гимназии
76. 1991 — Загнанные — Андрей Лукич
77. 1991 — Клан
78. 1991 — Не будите спящую собаку — Пинчуков
79. 1992 — Исповедь содержанки — полковник милиции
80. 1992 — В поисках золотого фаллоса — мафиози
81. 1992 — Кооператив «Политбюро», или Будет долгим прощание (Белоруссия) — Пётр Петрович, двойник Хрущёва
82. 1992 — Слава Богу, не в Америке… (Россия, Белоруссия) — Мельник, руководитель банка
83. 1993 — Американский дедушка — Иван Васильевич
84. 1994 — Петербургские тайны — Карл Иванович
85. 1996 — Короли российского сыска — городоначальник (Серия «Шантаж»)
86. 1996 — Шрам. Покушение на Пиночета — директор закрытого института
87. 1996 — Кафе «Клубничка» — Андрей Самсонович / незнакомец / Андрей Соломонович (серии «Конкурс официантов», «Взятка» и «Дегустация»)
88. 1997 — Мелочи жизни — Юлиан Павлович Ожерельев, бывший актёр, авантюрист
89. 1997 — На заре туманной юности — Жуковский
90. 1999 — Женщин обижать не рекомендуется — эпизод
91. 2000 — Марш Турецкого (серия «Синдикат киллеров») — бывший генерал КГБ
92. 2000 — Простые истины — декан Университета Натальи Нестеровой
93. 2000 — Сизифов труд (Польша) — профессор Озерский
94. 2000 — Третьего не дано — эпизод
95. 2001 — Воровка — Вадим Сергеевич
96. 2001 — Ночь на кордоне — друг Сергея
97. 2001 — Дракоша и компания — заказчик
98. 2001 — Русский водевиль — Экзекутор, (серия «Вицмундиръ»)
99. 2001 — Марш Турецкого-2 — бывший генерал КГБ (серия «Секретная сотрудница»; нет в титрах)
100. 2002 — Леди на день — начальник полиции
101. 2003 — Простые истины
102. 2003 — Женская логика 3 — академик Модест Леопольдович Дягилев
103. 2003 — Инструктор — Глеб Павлович
104. 2003 — Колхоз интертейнмент — Захар Тимофеевич Тарасюк
105. 2004 — Сыщики-3 — тесть Егора Немигайло (фильм «Знание умножает скорбь»)
106. 2004 — Бальзаковский возраст, или Все мужики сво… Самый лучший праздник — Дмитрий Яковлевич
107. 2005 — Мужской сезон: Бархатная революция — Курков «Седой»
108. 2005 — Туристы — Дитрих
109. 2005 — Бальзаковский возраст, или Все мужики сво… — Дмитрий Яковлевич, муж Сони
110. 2006 — Испанский вояж Степаныча — генерал
111. 2006 — Счастье по рецепту — Сомов, директор канала
112. 2006 — Трое сверху — дедушка Светы
113. 2007 — Полонез Кречинского — Потугин
114. 2008 — Посёлок — Арсений, председатель
115. 2008 — Поцелуй не для прессы — губернатор
116. 2008 — Марево — судья
117. 2009 — Предел желаний — Белоплечев, антиквар

### Телеспектакли
- 1969 — Комендант Лаутербурга — Мариуциус
- 1970 — Бруклинская идиллия — полицейский
- 1971 — Что делать? — Серж, полковник, муж Жюли (нет в титрах)
- 1972 — За час до полуночи
- 1972 — Моби Дик — хозяин гостиницы
- 1973 — В номерах — Шмахович
- 1973 — Мегрэ и человек на скамейке — инспектор Жанвье
- 1973 — Человек со стороны — друг Манагарова
- 1974 — Про мальчика, бабушку-газетчицу и разбитые очки — пассажир / покупатель газеты (нет в титрах)
- 1975 — Светлые ожидания
- 1975 — Страницы журнала Печорина
- 1975 — Шагреневая кожа — эпизод
- 1976 — Капитанская дочка — чиновник на совете у генерала (нет в титрах)
- 1979 — Дачная жизнь — доктор
- 1985 — Сцены из драмы «Маскарад» (телеспектакль по мотивам драмы М. Ю. Лермонтова «Маскарад») — банкомёт
- 1987 — Мегрэ у министра — Жанвье
- 1988 — И свет во тьме светит — Пётр Семёнович Коховцев, муж Александры Ивановны
- 1989 — А это случилось в Виши — коммерсант
- 1990 — Осколки разбитого вдребезги — главная роль в моноспектакле
- 1990 — После дуэли — военный министр граф Александр Чернышев
- 1991 — Тени — Иван Михеевич Свистиков, чиновник
- 2002 — Кин IV — Соломон
- 2007 — Женитьба — Яичница
- 2009 — Карамазовы. Симфония страстей — прокурор
- 2009 — Мёртвые души — Собакевич / генерал Бетрищев
- 2011 — Как поссорились… — Иван Никифорович Довгочхун
- 2013 — Таланты и поклонники — антрепренёр Гаврило Петрович Мигаев

### Документальные фильмы
- 2002 — Жизнь и смерть Петра Аркадьевича Столыпина — Павел Григорьевич Курлов

### Киножурнал «Ералаш»
- 1982 — Выпуск № 36 (сюжет «Аукцион»)[8] — министр
- 1994 — Выпуск № 104 (сюжет «Награда»)[9] — Вадим Борисович, директор школы
- 1997 — Выпуск № 120 (сюжет «Физкульт-ура!»)[10] — директор школы
- 2001 — Выпуск № 148 (сюжет «Тихо! Идёт контрольная»)[11] — директор школы (нет в титрах)

### Киножурнал «Фитиль»
- 1979 — Выпуск № 203 (новелла «Тонкая химия») — Константин Константинович, директор
- 1979 — Выпуск № 206 (новелла «Гангстеры поневоле») — инспектор Олохолов
- 1980 — Выпуск № 215 (новелла «Ах, лето…») — ревизор
- 1982 — Выпуск № 236 (новелла «Ночные гости») — человек в милицейском вытрезвителе
- 1982 — Выпуск № 247 (новелла «Турист») — начальник
- 1983 — Выпуск № 252 (новелла «Спецрейс») — Николай Степанович
- 1984 — Выпуск № 260 (новелла «Не к добру») — сослуживец
- 1985 — Выпуск № 272 (новелла «Музыкальная история») — директор
- 1985 — Выпуск № 276 (новелла «Спихотехника») — Сергей Сергеевич, начальник
- 1989 — Выпуск № 322 (новелла «Громоотвод») — делегат
- 1989 — Выпуск № 323 (новелла «Ответный ход») — Иван Михайлович, министр
- 1990 — Выпуск № 331 (новелла «Не те бумажки») — Фёдор Кузьмич
- 1990 — Выпуск № 332 (новелла «Факир на час») — Иван Степанович
- 1991 — Выпуск № 348 (новелла «Группа захвата») — Егор Лукич
- 1991 — Выпуск № 350 (новелла «ЧП районного масштаба») — Сергей Иванович
- 1992 — Выпуск № 363 (новелла «Согласно рецепту») — Пал Палыч
- 1993 — Выпуск № 369 (новелла «Умелец») — муж
- 1995 — Выпуск № 391 (новелла «Глас божий») — ангел-хранитель
- 1996 — Выпуск № 398 (новелла «Знания силой») — профессор
- 1997 — Выпуск № 404 (новелла «Презентация почина») — Семён Петрович, начальник
- 2001 — Выпуск № 411 (новелла «Чертовщина»)
- 2003 — Выпуск № 420 (новелла «Тяжёлый случай») — муж
- 2004 — новелла «Презентация почина-2» — Семён Петрович, мэр города
- 2004 — Выпуск № 6 (новелла «Контрафактная продукция»)
- 2004 — Выпуск № 13 (новелла «С неба - в бой») — Сергей Владимирович
- 2004 — Выпуск № 15 (новелла «Компромат») — руководитель
- 2004 — Выпуск № 16 (новелла «Система Станиславского») — Александр Васильевич
- 2006 — Выпуск № 77 (новелла «Лучшее - детям!») — Пал Палыч, губернатор
- 2006 — Выпуск № 85 (новелла «Победитель») — немецкий специалист по сельскому хозяйству
- 2006 — Выпуск № 103 (новелла «До свидания») — Николай Петрович, человек на скамейке
- 2007 — Выпуск № 117 (новелла «Невыносимой службы нет») — дед Степана